# Unser liebe Fraue vom kalten Brunnen
Unser liebe Fraue vom kalten Brunnen publicerades första gången 1556 i Georg Forsters Frische Teutsche Liedlein. Den versionen som publicerades där bestod enbart av en vers och ingen information om melodin .
Unser liebe frawe vom kalten brunnen 
 bescher uns armen landsknecht ein warme sonnen 
 das wir nit erfriren. 
 wol in des wirtes hauß 
 trag wir ein vollen seckel 
 und ein leren wider auß.
År 1900 diktade Friedrich van Hoffs ytterligare två verser och de publicerades sen i Walther Werckmeisters Deutsches Lautenlied 1914 där även melodin återgavs.
 2. Unser liebe Fraue vom kalten Bronnen, 
 bescher' uns armen Landsknecht ein' warme Sonnen! 
 Daß wir nit erfrieren, 
 ziehn wir dem Bauermann 
 das wullen Hemd vom Leibe; 
 /:das steht ihm übel an.:/ 
 
 3. Unser liebe Fraue vom kalten Bronnen, 
 bescher' uns armen Landsknecht ein' warme Sonnen! 
 Daß wir endlich finden 
 von aller Arbeit Ruh! 
 Der Teufel hol das Saufen, 
 /:das Rauben auch dazu.:/
Under tidiga 1900:talet blev låten populär inom den tyska ungdomsrörelsen och den hamnade i flera sångböcker och utökades också av en okänd person med två extra verser och en refräng. Dessa verser är bearbetningar av dikten Der säumige Landsknecht (1903) av Emil Prinz von Schönaich-Carolath. I Unser Lied från 1928 finns följande text 
Unser liebe Fraue vom kalten Bronnen, 
 bescher' uns armen Landsknecht ein warme Sonnen, 
 daß wir nit erfrieren! 
 Wohl in des Wirtes Hauß 
 ziehn wir mit vollem Säckel 
 und leerem wieder naus. 
 
 Und die Trommel, die Trommel 
 lerman, lerman, lerman, 
 heiridi, ridi, raudi, frisch Landsknecht voran. 
 
 2. Unser liebe Fraue vom kalten Bronnen, 
 bescher' uns armen Landsknecht ein warme Sonnen, 
 daß wir nit erfrieren, 
 ziehn wir den Bauersmann 
 das wüllen Hemd vom Leibe, 
 daß steht ihm übel an. 
 
 Und die Trommel usw. 
 
 3. Unser liebe Fraue vom kalten Bronnen, 
 bescher' uns armen Landsknecht ein' warme Sonnen, 
 daß wir endlich finden 
 von aller Arbeit Ruh! 
 Der Teufel hol' das Saufen, 
 das Raufen auch dazu! 

 Und die Trommel usw. 

 4. Der Trommler schlägt Parade, 
 die seiden Fahnen wehn. 
 Jetzt heißt's auf Glück und Gnade ins Feld spazieren gehn. 
 Das Korn reift auf den Feldern, 
 es schnappt der Hecht im Strom, 
 der Wind weht heiß durch Geldern, 
 hinan den Berg op Zom. 

 Und die Trommel usw. 

 5. Wir schlucken Staub beim Wandern, 
 der Säckel hängt uns hohl - 
 der Kaiser schluckt ganz Flandern, 
 bekomm's ihm ewig wohl! 
 Er denkt beim Länderschmause, 
 wie er die Welt erwürb'. - 
 Mir wohnt ein Lieb zu Hause, 
 das weinte, wenn ich stürb'. 

 Und die Trommel usw.